# 堀越清六
堀越 清六（ほりこし せいろく、旧姓：高田、1885年（明治18年）11月6日 - 1975年（昭和50年）12月20日）は、日本の鉄道官僚であり、実業家でもある。鉄道省建設局長を務めた後、建設会社である間組（現：安藤・間）の社長代行となる。岡山県高梁市出身。

## 経歴

### 生い立ち
1885年（明治18年）、岡山県上房郡高梁町（現：高梁市）の高田浦吉の四男として出生する。その後、地元の旧制岡山県立高梁中学（現：岡山県立高梁高等学校）を経て、1904年（明治37年）、旧制第六高等学校理科甲類へ進学する。1908年（明治41年）6月、同校を卒業し、同年、東京帝国大学工科大学へ進学する。1911年（明治44年）同大学土木工学科を卒業する。

### 鉄道技師として
東大卒業後、鉄道院東京改良事務所技手・鉄道技師となる。1916年（大正5年）には、山口市にある山口建設事務所技手へ異動となり、1919年（大正8年）33歳のときに、東京の教職員で小学校校長を務めていた堀越源治郎から家督を継ぎ、名字を高田から堀越へ変更する。
この後、再び東京へ異動し、東京建設事務所で勤務する傍ら、大日本帝国陸軍工兵少尉となる。1922年（大正11年）6月から1924年（大正13年）3月まで、ドイツと米国へ出張する。1924年（大正13年）11月、38歳のときに、新潟県長岡市にある鉄道省長岡建設事務所へ異動、所長となる。1927年（昭和2年）には、地元の岡山建設事務所所長となり、1929年（昭和4年）旭川市にある北海道建設事務所所長となった。
その後、1931年（昭和6年）、新潟県中魚沼郡千手村（現：十日町市）にある信濃川電気事務所の所長となり、再度、長岡建設事務所長兼務となる。1933年（昭和8年）47歳のとき、東京の建設局計画課長となり、1937年（昭和12年）広島鉄道局長を歴任して、1938年（昭和13年）8月20日、52歳のときに平山復二郎の後を継いで第8代・鉄道省建設局長となる。局長を2年程度続け、1940年（昭和15年）8月17日、54歳で29年間務めた鉄道省を退任する。

### 実業家として
退任後、建設会社である間組へ転職する。1940年（昭和15年）12月、同社の取締役となり、1941年（昭和16年）3月、堀越が55歳のときに、常務取締役となる。1949年（昭和24年）3月まで同職を務め、同社の顧問となる。その後、顧問・取締役のまま、技術局次長・渉外部次長として間組に勤務し、1966年（昭和41年）80歳のときに、同社の社長代理となる。1972年（昭和47年）堀越が86歳のときに、間組を退社する。
この他にも、土木学会員として1935年（昭和10年）11月に常議員、1938年（昭和13年）4月には、土木学会副会長にもなっている。この功績が認められ、戦後に土木学会名誉会員となった。
1975年（昭和50年）12月20日、90歳にて死去。

## 略歴
- 1885年 - 岡山県、高田浦吉の四男として出生
- 1904年 - 18歳で旧制岡山県立高梁中学（現：岡山県立高梁高等学校）を卒業
- 1908年 - 22歳で旧制第六高等学校理科甲類を卒業
- 1911年 - 26歳で東京帝国大学工科大学土木工学科を卒業、鉄道技師となる
- 1916年 - 山口建設事務所へ異動
- 1919年 - 33歳で家督を継ぎ、名字を高田から堀越へ改姓する
- 1922年 - 36歳のときドイツ・米国へ長期出張
- 1924年 - 長期出張より帰国、鉄道省・長岡建設事務所長となる。
- 1927年 - 岡山建設事務所長へ就任
- 1929年 - 北海道建設事務所長へ就任
- 1931年 - 信濃川電気事務所長・長岡建設事務所長を兼務
- 1933年 - 47歳で建設局計画課長へ就任
- 1937年 - 51歳で広島鉄道局長へ就任
- 1938年 - 鉄道省・建設局長へ就任
- 1940年 - 54歳のとき局長退任と同時に退省し、間組へ転職
- 1941年 - 55歳で間組常務取締役へ就任
- 1949年 - 同社顧問となる
- 1966年 - 80歳のときに間組・社長代理となる
- 1972年 - 86歳で現役を引退する
- 1975年 - 90歳で死去